# Ibrahim Metwally Hegazy
Ibrahim Metwally Hegazy (arabisch إبراهيم متولي حجازي; * um 1964) ist ein ägyptischer Anwalt und Menschenrechtsaktivist. Er ist Mitbegründer der ägyptischen Association of the Families of the Disappeared, die seit 2013 das Verschwinden von ägyptischen Bürgern dokumentiert.

## Leben
Metwally Hegazy verschwand am 10. September 2017 auf dem Flughafen Kairo-International, wo er einen Flug nach Genf nehmen wollte. Er sollte auf Einladung der WGEID (Working Group on Enforced and Involuntary Disappearances), einer Arbeitsgruppe der Vereinten Nationen, vom 11. bis zum 15. September an der Sitzung des UN-Menschenrechtsrats teilnehmen.
Erst als ihn ein Anwaltskollege in einem Gebäude der Staatsanwaltschaft erkannte, wurde Metwally offiziell in Untersuchungshaft genommen. Vorgeworfen werden ihm die gesetzeswidrige Gründung einer Organisation, die Verbreitung von Falschnachrichten und die Zusammenarbeit mit ausländischen Organisationen. Zurzeit sitzt er im al-Aqrab, dem berüchtigten Tora-Gefängnis (Tora Prison 992 Most-Security). Wie Reuters berichtet, werden ägyptische Regierungsgegner durch Sicherheitskräfte entführt und verbringen dann, ohne angeklagt zu werden, Wochen, Monate oder Jahre in Gefängnissen. Die Behörden streiten diese Beschuldigungen ab.
Die Einladung nach Genf kam zu einem Zeitpunkt, als die wegen des Falles Giulio Regeni eingefrorenen Beziehungen zwischen Italien und Ägypten wieder aufgenommen werden sollten.
Metwally Hegazy vertritt als Anwalt die Familie Regeni und sollte in Genf auch über diesen Fall berichten. Deutschland, Kanada, die Niederlande und das Vereinigte Königreich äußerten ihre tiefe Besorgnis über das Verschwinden des Anwalts und forderten die ägyptische Regierung auf, die in der Ägyptischen Verfassung garantierte Freiheit der Zivilgesellschaft und Schutz vor der Folter zu garantieren (to ensure the freedom of civil society and the protection from torture).